# Pomsky

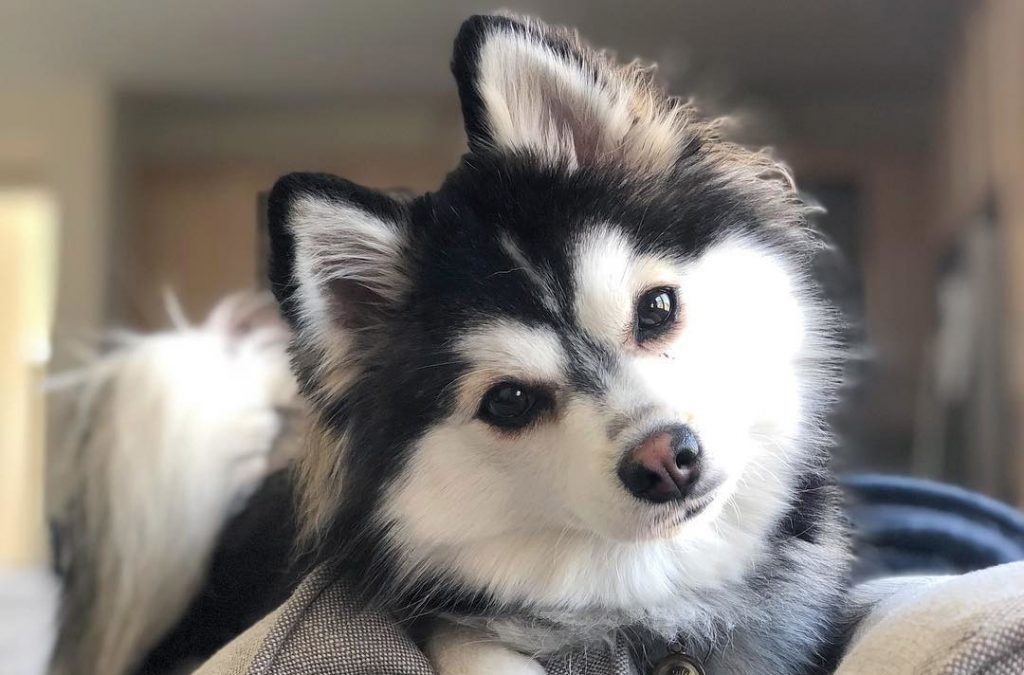
Zwart/witte Pomsky

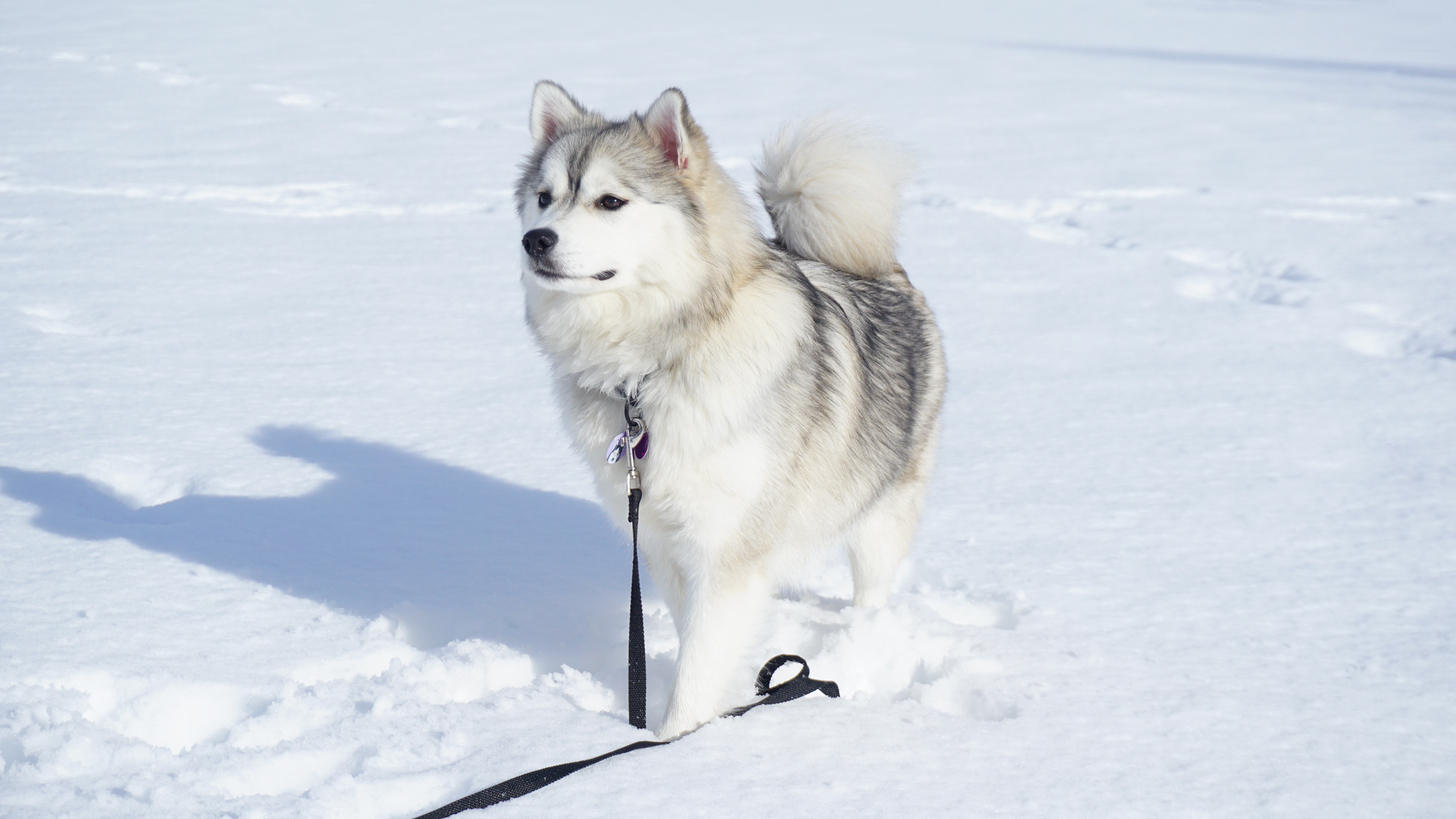
Volwassen Pomsky teef in de sneeuw.

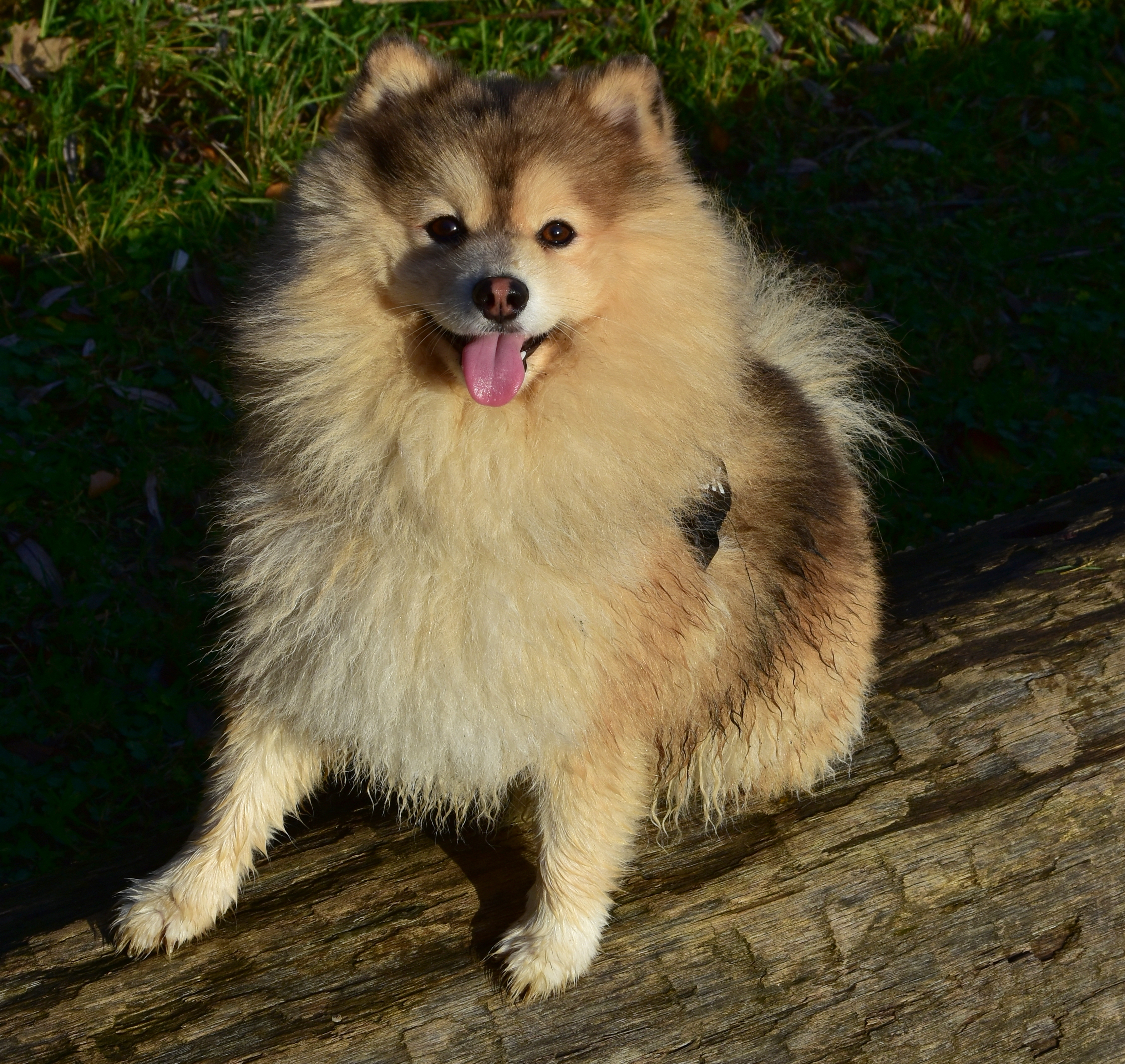
Beige/bruine Pomsky

De pomsky is geen erkend hondenras, maar een kruising tussen een pomeranian en een Siberische husky. De puppy's die door deze kruising tot stand komen, zijn F1-pomsky's.

## Voortplanting
Vanwege het verschil in grootte van de honden, vindt de voortplanting bijna altijd plaats met behulp van kunstmatige inseminatie. Het fokken van pomsky's is daardoor vrij kostbaar. De prijs voor een nieuwe hond ligt ergens tussen de $ 1.500 en $ 4.000. Daarnaast kost het jaarlijks ongeveer $ 1.500 om de hond in goede gezondheid te houden.

## Karaktereigenschappen
Deze honden hebben relatief veel beweging nodig, maar zijn ook in staat om zich aan de omgeving van een appartement aan te passen (mits ze dagelijks een of meerdere lange wandelingen buiten kunnen maken).
De honden kunnen, net als husky's, veel geluid maken. Daarnaast kunnen ze op hun hoede zijn voor onverwachtse uitingen van kleine kinderen. Het is daarom belangrijk de honden al vanaf jongs af aan goed te laten socialiseren.
De pomsky is een vriendelijke hond die geschikt is als familiehond. De hond is slim en leergierig. Hierdoor laat hij zich goed africhten: basiscommando's als "Zit!", "Af!" en "Blijf!" zal de hond zich snel eigen maken.

## Verzorging
Pomsky's hebben niet veel extra aandacht nodig. Wel hebben ze een dubbele vacht, maar als deze goed wordt verzorgd, zal de hond niet meer verharen dan een gemiddelde hond. Het is alleen nodig de vacht te borstelen wanneer de vacht klit of de hond van vacht wisselt tijdens de seizoenswissel. Te frequent borstelen resulteert juist in meer haarverlies, waardoor de hond meer gaat verharen.